# Windows程序包管理器
 Windows程序包管理器（也称winget）是微软为Windows 10开发的一款自由开源的软件包管理器。它由一个命令行实用程序（CLI）和一组安装应用程序的服务组成。  独立软件供应商可以将其作为软件包的分发渠道。

## 历史
2020年5月，Microsoft Build开发者大会上首次宣布了Windows Package Manager。
决定开发Windows软件包管理器之前，其幕后团队探索了多种替代方案，并与各种知名的软件包管理器团队进行了交流，包括如Chocolatey、Scoop、Ninite，以及AppGet、Npackd和基于PowerShell的OneGet。 
winget发布后，AppGet（一个类似的自由且开源的Windows程序包管理器）的开发者Keivan Beigi称 ，微软在2019年12月以收购AppGet并雇用他的名义与其交谈。在交谈之后，据称微软中断了与他的联系，直到winget发布的前一天才确认不会雇用Beigi。Beigi对微软未彰显AppGet所发挥的作用感到不满。winget发布后，Beigi宣布AppGet将于2020年8月停止维护。微软之后则在一篇博客文章中做出回应，文中将Winget的许多功能归功于AppGet。

## 概述
Winget工具支持基于EXE、MSIX和MSI的安装程序。 公共存储库以YAML格式托管受支持应用程序的清单文件。 
为减少恶意软件进入存储库和目标计算机的可能性，Windows软件包管理器使用了Microsoft SmartScreen、静态分析、SHA256哈希验证及其他流程。 
winget客户端的源代码和社区化的清单文件存储库按MIT許可證发布，并在GitHub上托管。 

## 示例
下列示例命令会搜索并安装Visual Studio Code——微软开源发布的一款代码编辑器。 
```
PS 
C
:\
Users
\
Wikipedia
>
 
winget
 
install
 
vscode

```